# Стів Сіґел
Стів Сіґел (англ. Steve Siegel; нар. 4 вересня 1948) — колишній американський тенісист.
Здобув 1 парний титул.
Найвищим досягненням на турнірах Великого шолома було 2 коло в парному та змішаному парному розрядах.

## Фінали Гран-прі за кар'єру

### Парний розряд: 1 (1–0)
| Результат | W/L | Дата     | Турнір           | Покриття | Партнер    | Суперники           | Рахунок       |
| --------- | --- | -------- | ---------------- | -------- | ---------- | ------------------- | ------------- |
| Перемога  | 1–0 | Вер 1974 | Сідар-Гроув, США | Тверде   | Кім Ворвік | Дік Крілі Боб Таніс | 4–6, 6–2, 6–1 |